# كيرن غالفن
كيرن غالفن (بالإنجليزية: Kieran Galvin)‏ (5 مايو 1966)؛ كاتب سيناريو، مخرج أفلام وروائي أسترالي.

## روابط خارجية
- كيرن غالفن على موقع IMDb (الإنجليزية)
- كيرن غالفن على موقع قاعدة بيانات الفيلم (الإنجليزية)